# Cacomantis merulinus
Il cuculo lamentoso (Cacomantis merulinus Scopoli, 1786) è un uccello della famiglia Cuculidae.

## Sistematica
Cacomantis merulinus ha quattro sottospecie:
- Cacomantis merulinus querulus
- Cacomantis merulinus threnodes
- Cacomantis merulinus lanceolatus
- Cacomantis merulinus merulinus

## Distribuzione e habitat
Questo uccello vive in Asia meridionale e sudorientale, dall'India e dalla Cina fino all'Indonesia, comprese le Filippine.